# Knutar Einars äng
Knutar Einars äng är ett naturreservat i Orsa kommun i Dalarnas län.
Området är naturskyddat sedan 1992 och är 0,3 hektar stort. Reservatet består av en kalkfuktäng som aldrig plöjts.